# Douala
Douala este un oraș în partea de vest a Camerunului. Este reședința provinciei Litoral. Cel mai populat oraș și port maritim al țării. Adăpostește cel mai mare port din Africa Centrală și aeroportul său internațional principal, Aeroportul Internațional Douala (DLA), este capitala comercială și economică a Camerunului și a întregii regiuni CEMAC care cuprinde Gabon, Congo, Ciad, Guineea Ecuatorială, Republica Centrafricană și Camerun. În consecință, se ocupă de majoritatea exporturilor majore ale țării, precum petrol, cacao și cafea, cherestea, metale și fructe. Începând cu 2015, orașul și zona înconjurătoare aveau o populație estimată la 2.768.400. Orașul se află pe estuarul fluviului Wouri, iar clima sa este tropicală.

## Personalități născute aici
- Jean-Alain Boumsong (n. 1979), fotbalist;
- Charity Ekezie (n. 1991), jurnalistă.